# Le Débarquement du congrès de photographie à Lyon
Le Débarquement du congrès de photographie à Lyon és una pel·lícula de curtmetratge documental muda en blanc i negre francesa del 1895 dirigida i produïda per Louis Lumière i protagonitzada per Pierre Janssen com ell mateix. Es va projectar per primera vegada el 12 de juny de 1895.

## Argument
Una multitud de gent desembarca d'un vaixell de vapor amb un pont fluvial al fons. Homes i dones porten material fotogràfic: un trípode, una manxa i caixes. Tots són fotògrafs. Conscients de ser fotografiats, alguns homes saluden la càmera amb un barret, els altres només miren l'operador (l'objectiu que els filma) en vista de càmera. Un tema de curiositat, el recentment desenvolupat Cinématographe Lumière crida l'atenció: un home que porta una càmera fins i tot intenta fotografiar-lo.
Les persones filmades inclouen Auguste Lumière i Jules Janssen.

## Producció
Aquest curt documental es va rodar a Neuville-sur-Saône, Roine, França. Va ser filmada mitjançant el cinematògraf, una càmera tot en un, que també serveix com a projector i desenvolupador de pel·lícules. aquesta pel·lícula es va fer en un format de 35 mm amb una relació d'aspecte d'1,33: 1.

## Repartiment
- Pierre Janssen com ell mateix

## Estat actual
Donada la seva antiguitat, aquest curtmetratge es pot descarregar gratuïtament des d'Internet. També ha aparegut en diverses col·leccions de pel·lícules, com ara Landmarks of Early Film volume 1.